# Atopana varia
Atopana varia är en insektsart som först beskrevs av Walker, F. 1869.  Atopana varia ingår i släktet Atopana och familjen vårtbitare. Inga underarter finns listade i Catalogue of Life.